# Classe MPSV12
La Classe MPSV12 est une classe de navire de sauvetage, remorqueur brise-glace de le service de sauvetage maritime de Rosmorrechflot du ministère russe des Transports,,,.

## Description
Les navires de classe MPSV12 sont une série de quatre navires de sauvetage brise-glace, qui ont été livrés entre 2017 et 2018. Cette classe de navires est plus grande que les navires de classe MPSV07 mais plus petite que les navires de classe MPSV06. Les navires mesurent environ 80 m de long et le port en lourd au tirant d'eau maximal est d'environ 1 820 t. Les deux premiers navires ont été mis à terre le 2 juin 2015. Les 3e et 4e navires ont été mis à terre le 11 mars 2016. Ces derniers ont été nommés d'après les fleuves russes, le Beisug et le Piltun.

## Liste de navires
Cette classe compte 5 navires,,.
| Nom       | Classe | Numéro | Constructeur            | En service | Port d'attache       | Status          |
| --------- | ------ | ------ | ----------------------- | ---------- | -------------------- | --------------- |
| Bakhtemir | MPSV12 | 1201   | Chantier naval Nevski   | 2019       | Saint-Pétersbourg    | Active          |
| Kalas     | MPSV12 | 1202   | Chantier naval Nevski   | 2019       | Korsakov (Sakhaline) | Active          |
| Beisug    | MPSV12 | 1203   | Chantier naval Nevski   | 2020       | Novorossiïsk         | Active          |
| Piltun    | MPSV12 | 1204   | Chantier naval Nevski   | 2021       | Arkhangelsk          | Active          |
|           | MPSV12 | 2101   | Chantier naval de l'Oka |            |                      | En construction |